# Naissance en 863
Naissance
- 859
- 860
- 861
- 862
- 863
- 864
- 865
- 866
- 867

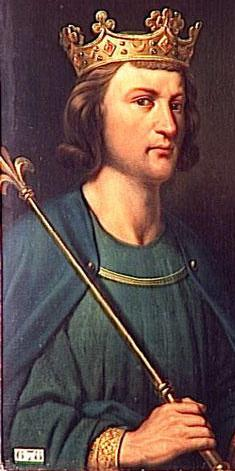
Louis III né entre 863 et 865.

Cette page dresse une liste de personnalités nées au cours de  l'année 863 :
- Li Decheng (en), général chinois de la période des Cinq Dynasties et des Dix Royaumes.
- Shen Song (en), Chancelier chinois du Wuyue.
- Wang Yanzhang (en), major-général chinois de la dynastie des Liang postérieurs.

date incertaine
- vers 863 :
  - Berthe, fille de Lothaire II de Lotharingie et de sa concubine Waldrade.

- entre 863 et 865 :
  - Louis III, Roi des Francs (Francie occidentale).

## Crédit d'auteurs
- Cet article est partiellement ou en totalité issu de l'article intitulé « 863 » (voir la liste des auteurs).